# Frotismo

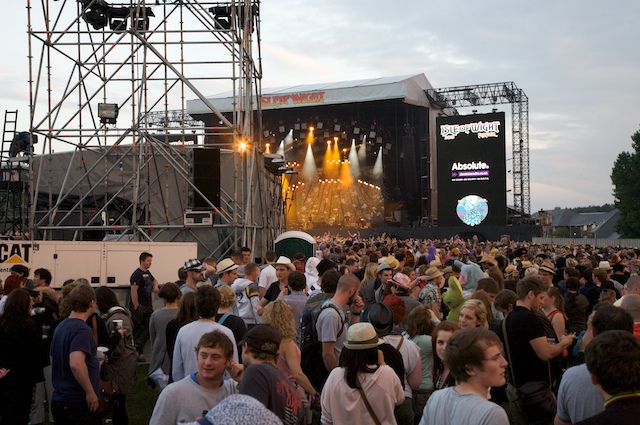
El frotismo se suele dar en lugares públicos donde se congregan multitudes, como en los conciertos.

El frotismo o froteurismo (del francés frotteurisme) es una parafilia consistente en la excitación erótica mediante el rozamiento del órgano genital (u otra parte del cuerpo) con el cuerpo de otra persona sin su consentimiento, considerándose así un abuso sexual.

## Descripción
El frotista (froteurista o pajero atormentado) actúa en lugares públicos y abarrotados como discotecas, conciertos o metros y otros medios de transporte sin que, generalmente, la víctima se dé cuenta. Al igual que en el voyerismo, esta conducta no es, normalmente, precedente de una actividad sexual posterior.
Tras la práctica frotista, el individuo únicamente suele masturbarse recordando la escena. Este comportamiento afecta sobre todo a hombres entre 15 y 20 años.
En la mayoría de sociedades el frotismo es considerado un delito menor, en especial si se hace sin premeditación. [cita requerida]